# Marie Sass
Marie Sass [Sax, Saxe, o Sasse] (Oudenaarde, Bèlgica, 26 de gener de 1834 - París, 8 de novembre de 1907) va ser una soprano belga. Va ser coneguda internacionalment en la seva època, especialment en l'Òpera de París, on va protagonitzar les estrenes de L'Africaine de Meyerbeer, Don Carlos de Verdi o la versió francesa de Tannhäuser, de Wagner.
Va començar la seva educació musical a Gant, amb François-Auguste Gevaert i a Milà, amb Francesco Lamperti. El seu debut escènic es va produir el 1852 a Venècia, sota el nom Marie Sax, amb la Gilda de Rigoletto. Posteriorment va ser contractada com a cantant de cafè a Brussel·les i París, on la va escoltar la cantant Delphine Ugalde, qui li va donar classes de cant i li va aconseguir un contracte al Théâtre Lyrique (una de les quatre companyies d'òpera de la capital francesa) on va debutar com la Comtessa de Les noces de Fígaro el 1859. Aquest mateix any va aconseguir en aquest teatre un dels seus primers grans èxits, en cantar, al costat de Pauline Viardot a l'Orfeu i Eurídice de Gluck sota la direcció d'Hector Berlioz.
A l'any següent va ser contractada pel Théâtre Imperial de l'Opéra, on romandria com prima donna durant gairebé 20 anys. La seva primera actuació va ser l'agost de 1860, a Robert le diable. El mateix Richard Wagner va triar a Marie Sass el 1861 per interpretar a Elisabeth en l'estrena de la versió revisada de Tannhäuser a París. Encara que no va constituir un èxit, el compositor va lloar el treball de Sass, i li va dedicar una còpia de la partitura. La soprano va continuar triomfant al teatre, amb alguns dels rols principals del repertori de la companyia, com Leonore en la versió francesa d'Il trovatore, Rachel a La Juive o Valentine a Les Huguenots.

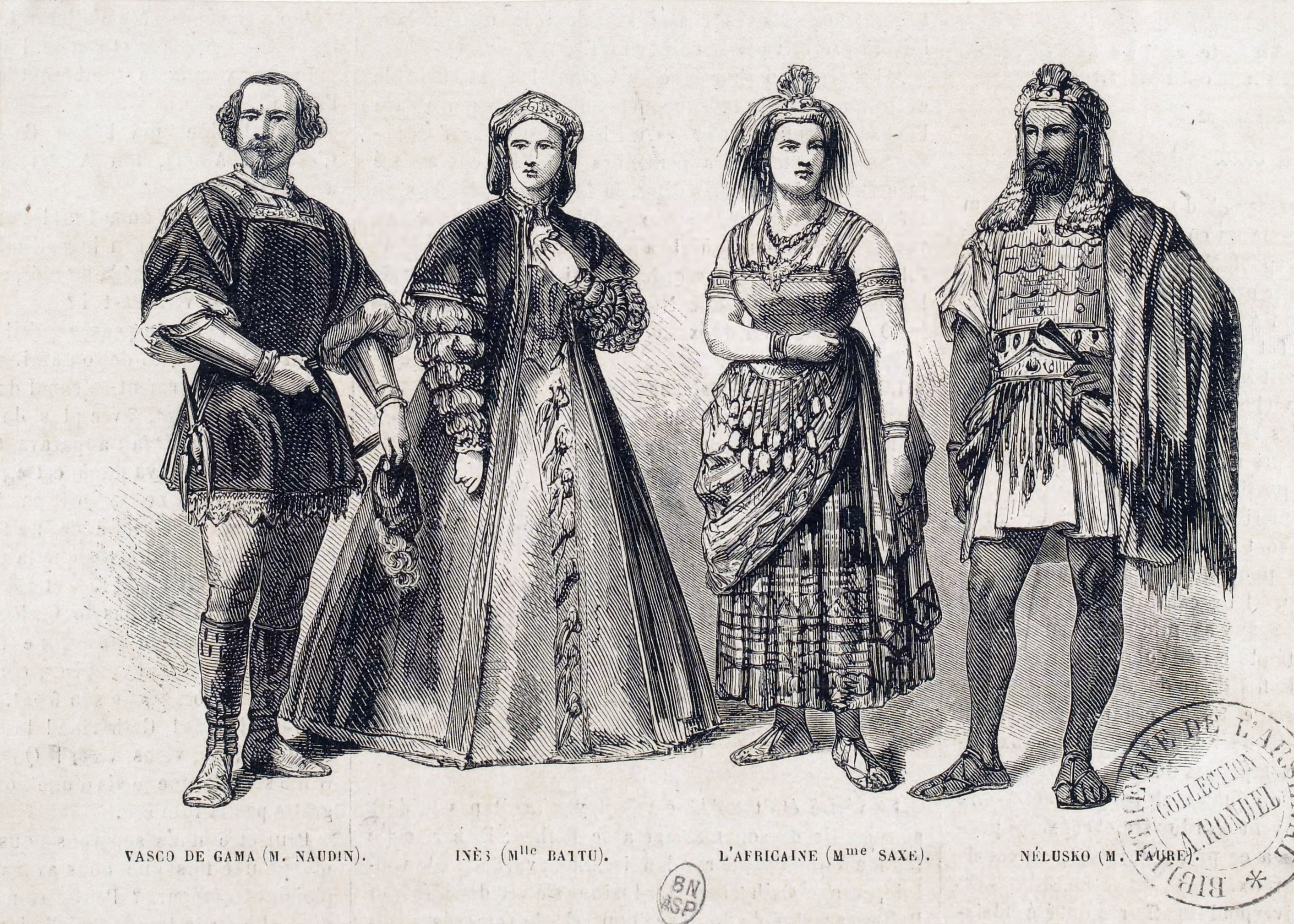
Marie Sass, segona per la dreta, a l'estrena de L'Africaine de Meyerbeer

El 1863 Verdi va preparar a consciència amb la cantant una reposició de Les vêpres siciliennes. El 1865 va protagonitzar l'estrena de L'Africaine, de Meyerbeer. El compositor, que va morir abans de poder escoltar la seva òpera, havia triat a Marie per al paper de Selika abans de morir. Va ser en aquesta època quan el constructor d'instruments Adolphe Sax (inventor del saxofon) va presentar una demanda per impedir que utilitzés en escena els noms Sax o Saxe. A partir de llavors se la va conèixer com a Sass o Sasse.
El 1967 va intervenir en la presentació de la nova grand opéra de Verdi per a l'Òpera de París: Don Carlos, en el paper d'Isabelle de Valois. De nou, Verdi va treballar a consciència amb els cantants a París durant mesos, encara que, després de l'estrena (amb no gaire èxit) es va queixar de l'escàs entusiasme de Sass amb el paper. Anys després, el mateix Verdi es va oposar que Sass cantés el paper d'Amneris en l'estrena d'Aida al Caire. Va tenir una gran repercussió, durant la Guerra francoprussiana, cantant La Marsellesa intercalada en una representació de La Muette de Portici.
Fora de l'Òpera de París, Sass es va presentar a Itàlia, Rússia i Anglaterra. En la temporada 1869-1870 va cantar a la Scala de Milà, incloent l'estrena mundial d'Il Guarany de Carlos Gomes. També va cantar al Gran Teatre del Liceu de Barcelona. Es va retirar de l'escena el 1877, als 43 anys, per dedicar-se a l'ensenyament del cant a París on entre d'altres alumnes tingué a Minnie Tracey. El 1902 va publicar un llibre de memòries: Souvenirs d'une artiste.